# 昭和平成令和 日本人を支えた80年80曲
昭和平成令和 日本人を支えた80年80曲（しょうわへいせいれいわ にほんじんをささえた80ねん80きょく）は、2025年8月11日19:00 - 21:54に日本テレビで放送された音楽の特別番組。

## 内容
1945年から2025年までの80年、日本を支えてきた名曲80曲を秘蔵映像やゲストまたは本人の歌唱で振り返る。

## 出演者
- MC 堺正章、小泉孝太郎、SixTONES
- アシスタント 岩田絵里奈（日本テレビアナウンサー）
- ゲスト ホラン千秋、吉村崇（平成ノブシコブシ）、柏木由紀子
- ナレーター 林田尚親

## 紹介曲
（年代順）
- 1945年 リンゴの唄/並木路子
- 1946年 東京の花売娘/岡晴夫
- 1947年 東京ブギウギ/笠置シヅ子
- 1948年 憧れのハワイ航路/岡晴夫
- 1949年 銀座カンカン娘/高峰秀子
- 1950年 東京キッド/美空ひばり
- 1951年 野球小僧/灰田勝彦
- 1952年 お祭りマンボ/美空ひばり
- 1953年 さいざんす・マンボ/トニー谷
- 1954年 お富さん/春日八郎
- 1955年 月がとっても青いから/菅原都々子
- 1956年 哀愁列車/三橋美智也
- 1957年 東京だよおっ母さん/島倉千代子
- 1958年 嵐を呼ぶ男/石原裕次郎
- 1959年 男の友情背番号・3/石原裕次郎
- 1960年 潮来笠/橋幸夫
- 1961年 上を向いて歩こう/坂本九
- 1962年 可愛いベイビー/中尾ミエ
- 1963年 見上げてごらん夜の星を/坂本九
- 1964年 明日があるさ/坂本九
- 1965年 涙くんさよなら/坂本九
- 1966年 君といつまでも/加山雄三
- 1967年 世界の国からこんにちは/三波春夫
- 1968年 恋の季節/ピンキーとキラーズ
- 1969年 三百六十五歩のマーチ/水前寺清子
- 1970年 黒ネコのタンゴ/皆川おさむ
- 1971年 さらば恋人/堺正章
- 1972年 瀬戸の花嫁/小柳ルミ子
- 1973年 喝采/ちあきなおみ
- 1974年 学園天国/フィンガー5
- 1975年 シクラメンのかほり/布施明
- 1976年 およげ!たいやきくん/子門真人
- 1977年 渚のシンドバッド/ピンク・レディー
- 1978年 サウスポー/ピンク・レディー
- 1979年 ガンダーラ/ゴダイゴ
- 1980年 青い珊瑚礁/松田聖子
- 1981年 センチメンタル・ジャーニー/松本伊代
- 1982年 北酒場/細川たかし
- 1983年 め組のひと/ラッツ&スター
- 1984年 涙のリクエスト/チェッカーズ
- 1985年 ミ・アモーレ〔Meu amor é･･･〕/中森明菜
- 1986年 熱き心に/小林旭
- 1987年 雪國/吉幾三
- 1988年 パラダイス銀河/光GENJI
- 1989年 Diamonds <ダイアモンド>/プリンセス プリンセス
- 1990年 おどるポンポコリン/B.B.クィーンズ
- 1991年 愛は勝つ/KAN
- 1992年 涙のキッス/サザンオールスターズ
- 1993年 島唄/THE BOOM
- 1994年 innocent world/Mr.Children
- 1995年 LOVE LOVE LOVE/DREAMS COME TRUE
- 1996年 PRIDE/今井美樹
- 1997年 CAN YOU CELEBRATE?/安室奈美恵
- 1998年 愛のしるし/PUFFY
- 1999年 LOVEマシーン/モーニング娘。
- 2000年 SEASONS/浜崎あゆみ
- 2001年 ultra soul/B'z
- 2002年 世界に一つだけの花/SMAP
- 2003年 地上の星/中島みゆき
- 2004年 花/ORANGE RANGE
- 2005年 青春アミーゴ/修二と彰
- 2006年 粉雪/レミオロメン
- 2007年 Love so sweet/嵐
- 2008年 366日/HY
- 2009年 Believe/嵐
- 2010年 ヘビーローテーション/AKB48
- 2011年 Rising Sun/EXILE
- 2012年 風が吹いている/いきものがかり
- 2013年 RPG/SEKAI NO OWARI
- 2014年 Let It Go〜ありのままで〜 （エンドソング）/May J.
- 2015年 トリセツ/西野カナ
- 2016年 恋/星野源
- 2017年 インフルエンサー/乃木坂46
- 2018年 U.S.A./DA PUMP
- 2019年 紅蓮華/LiSA
- 2020年 Imitation Rain/SixTONES
- 2021年 CITRUS/Da-iCE
- 2022年 Habit/SEKAI NO OWARI
- 2023年 唱/Ado
- 2024年 ライラック/Mrs.GREEN APPLE
- 2025年 Rock this Party/timelesz

## 歌唱曲
(歌唱順）
- ピンク・レディーメドレー
  - 渚のシンドバッド/未唯mie×真中まな（FRUITS ZIPPER）
  - UFO/未唯mie×松本伊代
  - サウスポー/未唯mie×佐藤大樹・木村慧人（FANTASTICS from EXILE TRIBE）
- 西遊記メドレー
  - モンキーマジック/タケカワユキヒデ×堺正章
  - ガンダーラ/タケカワユキヒデ×堺正章
- 1980年代
  - め組のひと/鈴木雅之（バックで佐藤善雄、桑野信義も参加）
  - センチメンタル・ジャーニー/松本伊代
  - 熱き心に/小林旭
- 1990年代
  - 島唄/宮沢和史
  - 愛のしるし/PUFFY
  - LOVEマシーン/後藤真希×真中まな（FRUITS ZIPPER)&山内咲奈・白石まゆみ(SWEET STEADY)&真鍋凪咲（CUTIE STREET）
- 2000年代
  - 366日 official Duet ver./HY
- 2010年代
  - Rising Sun/EXILE
  - Let It Go〜ありのままで〜 (エンドソング)/May J.
- SixTONES昭和名曲メドレー
  - 憧れのハワイ航路/京本大我・森本慎太郎
  - 嵐を呼ぶ男/ジェシー・松村北斗
  - お祭りマンボ/田中樹・髙地優吾
  - 東京ブギウギ/SixTONES全員
- さらば恋人/堺正章
- 坂本九メドレー
  - 涙くんさよなら/鈴木雅之
  - 明日があるさ/TAKAHIRO
  - 見上げてごらん夜の星を/花村想太・大野雄大（Da-iCE）
  - 上を向いて歩こう/全員（堺正章、鈴木雅之、SixTONES、TAKAHIRO、花村想太、大野雄大、柏木由紀子）
- 2020年代
  - CITRUS/Da-iCE
  - Rock this Party/timelesz
  - Imitation Rain/SixTONES

## スタッフ
- 総合演出：髙橋利之（日本テレビ）
- 作家：石原健次、谷口雅人
- TM：保刈寛之（日本テレビ）
- SW：福田伸一郎
- CAM：岩永雄允
- VE：鈴木昭博
- 音声：原秀彰
- PA：森優子
- 音源制作：鈴木豪
- 音効：岡崎宏
- モニター：一由雄太
- 美術プロデューサー：大川明子
- デザイン：波多野真理
- 大道具：佐藤正男
- 特殊効果：川上勝大
- 造花装飾：佐伯慎介
- 電飾：森田光俊、福島慎
- CG：市川元信
- 照明：栗山真純、藤山真緒
- EED：澤田直樹
- MA：佐渡吉志広
- 技術協力：NiTRo、日テレアート、東京音研映像、三響社、スタジオヴェルト、ジャパンテレビ、コマデン、俳優座劇場、東京特殊効果
- 衣裳協力：TADASHI SHOJI、ete
- TK：桜井えみこ
- デスク：岡田真美
- 編成：小林拓弘（日本テレビ）
- リサーチ：フォーミューレーション、田原拓郎、五十嵐莉乃
- 映像協力：Umi Note
- VTR演出：中山準士（いまじん）
- ディレクター：木下仁志（いまじん）、新井章司（ゴッドキッズ）、稲元雅俊（モスキート）、町田有、阿多野淳・北原加歩（いまじん）、則武有希子（モスキート）／半澤優依、鈴木愛梨沙、山本剛史、髙橋果歩、石井柚奈、今井涼水、鈴木優里、髙橋茉鈴、宮原一貴、神谷奈穂、斉藤鈴乃、本間咲彩
- 演出：中村文彦（日本テレビ）
- プロデューサー：岩崎小夜子（日本テレビ）、向山典子（モスキート）、比嘉智樹（ゴッドキッズ）、吉田一浩（モスキート）、清千里、森下典子、駒崎茂之、髙橋孝平、田隝宗昭、東條いづみ（いまじん）／市川義信、窪彩花、太田由貴、工藤茜音
- チーフプロデューサー：滝澤真一郎（日本テレビ）
- 制作協力：いまじん、ゴッドキッズ、モスキート
- 製作著作：日本テレビ